# Torpedofangboot
Un Torpedofangboot est un type de navire militaire dans la marine allemande. C’est un navire auxiliaire, dont la tâche est de récupérer les torpilles d’entraînement tirées.

## Utilisation et équipement
Les torpilles d’exercice utilisées dans l’entraînement au tir des torpilles flottent à la fin de leur course. Elles sont récupérées après chaque tir et rechargées pour être utilisées à nouveau. Pour cela, il est nécessaire de les repêcher après le tir et de les emmener à bord d’un navire approprié. Pour cette tâche, les navires repêcheurs de torpilles sont généralement équipés de grues ou d’équipements de remorquage et de treuils à l’arrière. Les navires repêcheurs modernes disposent également d’un équipement de suivi sous-marin et d’un équipement de plongée pour récupérer les torpilles coulées sur le fond marin. Les navires repêcheurs de torpilles servent également à sécuriser les zones cibles, voire sont utilisés comme navires cibles.
Les navires repêcheurs de torpilles ont été introduits dans la seconde moitié du XIXe siècle. Au début, il s’agissait souvent de types de bateaux civils convertis ou de vieux torpilleurs. Les premiers navires repêcheurs de torpilles spéciaux ont été mis en service en Allemagne en 1928, mais même après cela, la plupart des navires repêcheurs ont été d’anciens dragueurs de mines et escorteurs reconvertis.

## Torpedofangboote de laKriegsmarine
- Type 42 : TF1 (1941) à TF8 (1942) construit par Deutsche Werft AG à Hambourg.
- Type 43 : TF9 à TF24 (1943) construits à Amsterdam, Rotterdam et Krimpen par plusieurs chantiers navals néerlandais[1].

Après-guerre, les forces d'occupation américaines en Allemagne ont utilisé plusieurs Torpedofangboote au sein de la Rhine River Patrol (patrouille fluviale du Rhin) qui a été activée en mars 1949. En décembre 1948, le commandant des forces navales américaines en Allemagne (COMNAVFORGER) a reçu l’ordre d’établir une patrouille du Rhin pour opérer à partir des environs de Bingen am Rhein à Karlsruhe, en Allemagne. La patrouille se composait à l’origine de onze navires : un bateau de sauvetage air-mer et dix Torpedofangboote allemands de récupération. La force navale pour la patrouille était composée de huit équipages de sept hommes chacun et d’un petit groupe de commandement. La police militaire américaine a fourni trois hommes supplémentaires par équipage, un mitrailleur et une équipe de démolition de deux hommes. Les vieux Torpedofangboote ont été remplacés progressivement en 1954 par des navires plus récents et plus rapides appelés PR (Patrol River). Ces nouvelles embarcations de 80 pieds de long, à deux hélices, avec une vitesse de pointe de 27 nœuds, ont été construites dans les chantiers navals allemands selon les spécifications de la marine américaine (United States Navy).
Au moins un Torpedofangboot de la Kriegsmarine a survécu. Construit en 1940 sous le nom de 24.13, il a été complètement rénové en 1989 au chantier naval Burmeister, à Brême (Allemagne) et converti en yacht à moteur, ou péniche à bord de laquelle on peut vivre. La rénovation a été faite avec des matériaux nobles : coque en acajou, pont en teck, superstructure en contreplaqué marine et teck.

## Torpedofangboote de la Bundesmarine

### Classe Thetis (classe 420)

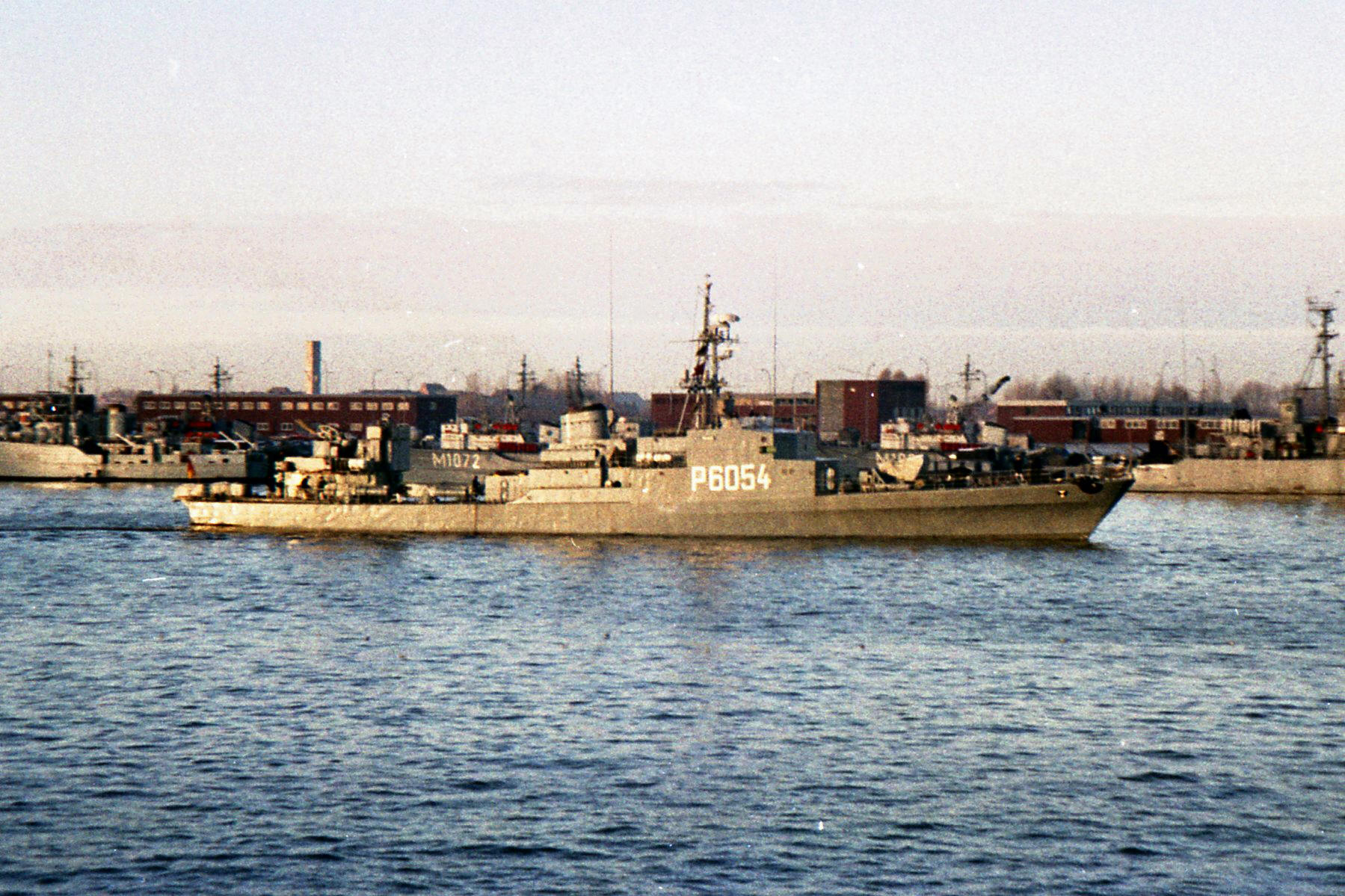
Ancien Torpedofangboot Najade de classe 420

La plupart des navires repêcheurs de torpilles ne sont pas armés et ont un équipage civil. S’écartant de cela, la marine fédérale allemande a mis en service au début des années 1960 cinq navires « grand A », également appelés classe Thetis (classe 420). Comme ces bateaux étaient principalement destinés à travailler avec des destroyers, ils étaient capables de naviguer en haute mer. Avec un déplacement de 520 tonnes, ils étaient exceptionnellement grands pour cette fonction. Cependant, ils n’ont pas fait leurs preuves en tant que navires repêcheurs et ont rapidement été redésignés comme navires de service de la flotte. Après le retrait des installations de récupération des torpilles, ils ont été appelés chasseurs de sous-marins à partir de 1974.

### Classe 430

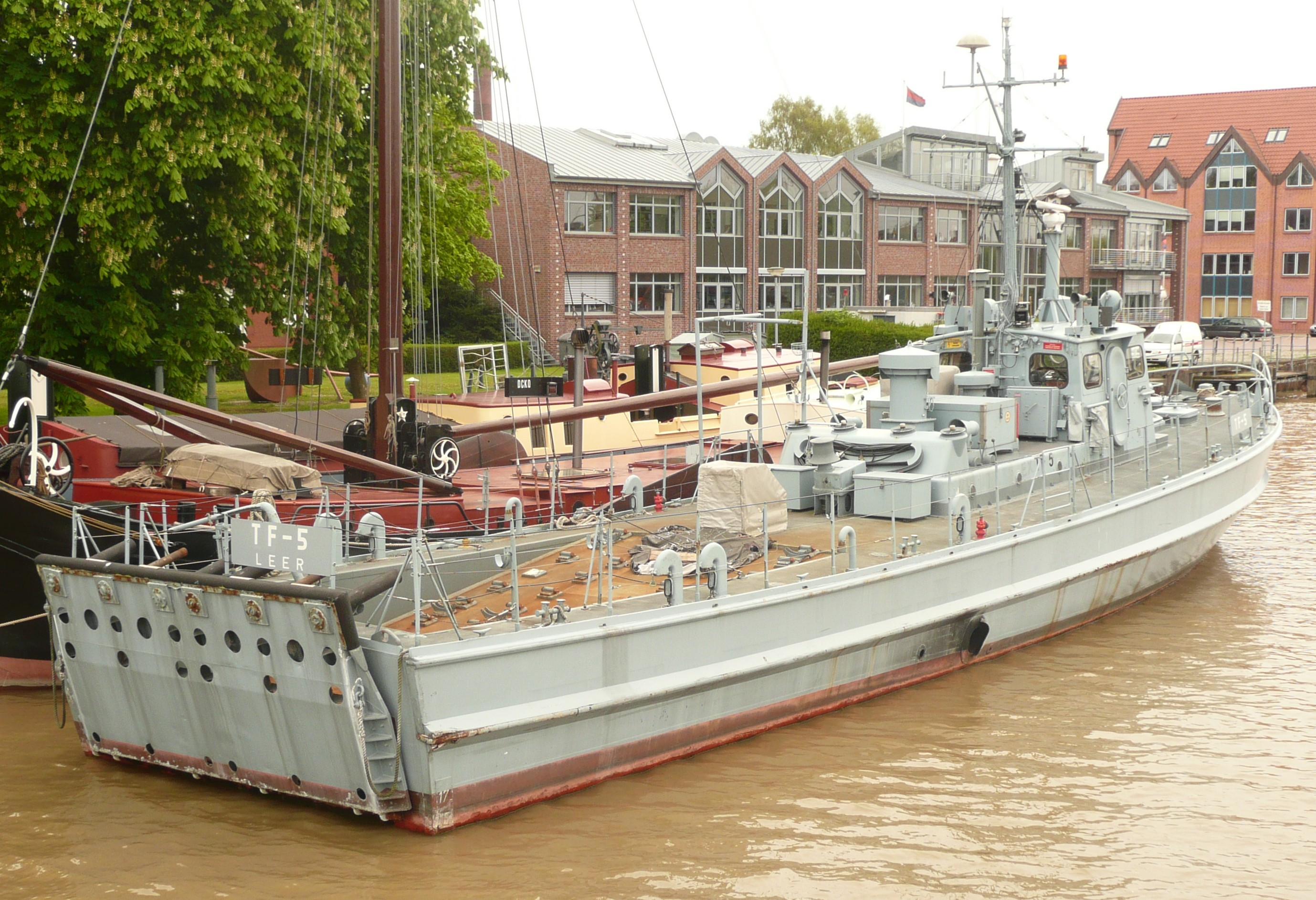
Ancien Torpedofangboot TF 5 de la Bundesmarine

Les navires de récupération de torpilles de classe 430 de la marine allemande ont été construits entre le milieu et la fin des années 1960, remplaçant les classes 438 et 439, qui étaient des bateaux de classe R restants de la Kriegsmarine. Les navires de classe 430 avaient un équipage de 6 à 8 hommes qui vivaient sur 11 m2. Ils avaient une coque en bois d’acajou. Deux générateurs diesel et un moteur amenaient les navires à une vitesse maximale de 15,5 nœuds. Presque tous les systèmes du navire étaient redondants. Les navires ont été utilisés pour récupérer des torpilles d’entraînement sur des torpilleurs et des U-boote. Les torpilles d’entraînement étaient localisées via des détecteurs acoustiques, puis récupérées via une rampe hydraulique à la poupe. Les navires transportaient également un téléphone sous-marin pour communiquer avec les U-boote. En cas de guerre, les navires auraient fonctionné comme « station-relais » et auraient servi sous le commandement de la défense côtière. La classe se composait de neuf navires, nommés TF-1 à TF-6 et TF-106 à TF-108. Dans les dernières années de leur carrière, la classe a été mise à niveau vers le standard 430A. Au début des années 1990, tous les navires ont été démantelés, sauf trois qui ont été vendus à la Grèce et y restent en service, et le TF-5 qui est resté en service dans la marine allemande jusqu’en 2008 et a été vendu en 2009. Le TF-5 est maintenant un navire musée à Leer, en Allemagne